# 韓起
韓 起（かん き、? - 紀元前514年）は、中国春秋時代の晋の政治家、将軍。姓は姫、氏は韓、諱は起、諡は宣。韓厥の庶子。韓宣子と呼ばれる。
韓起は庶子と言う立場上、当主の座とは無縁の立場にあったが、嫡兄の韓無忌が不治の病に罹って嫡子の座を辞退した為、韓起が兄に代わって、紀元前566年に韓厥の後を継いで韓氏当主になった。
その6年後の紀元前560年、正卿・中軍の将の智罃と下軍の佐の士魴とが相次いで亡くなり、順送り人事で荀偃（中行偃）と士匄（范宣子）が昇進した後の上軍の将の後任として、悼公からその地位に任じられるが、韓起はそれを辞退し、代わりに父の韓厥が後見していた趙武を推挙した。悼公はその謙虚さに感じ入り、韓起を趙武のすぐ下の上軍の佐に任命した。これ以降韓起は、趙武と共に国政に当たっていく事になる。
その後韓起は、趙武や羊舌肸（叔向）と共に晋と楚の講和に尽力し、紀元前546年に弭兵の会にて楚や斉・鄭・宋等の周辺諸国との講和を実現させるに至る。
紀元前541年に趙武が死去した後、韓起はその後任として正卿・中軍の将となる。だが、父の韓厥が清貧を貫いて家産を余り残さなかった為に、正卿としての活動がやり難い事を叔向に語った。これに対して叔向は「かつての欒氏や郤氏は裕福であり高慢であった為に人の恨みを買って滅びました。今あなたは貧乏であるので徳義を行う事が出来ます」と逆にその清貧さを祝った。これを聞いた韓起は「滅びる所をあなたのお陰で長らえる事が出来ました。先祖桓叔以下、感謝致します」と額づいて叔向に礼を言った。
紀元前514年に病没。死後、「宣」を諡され、韓宣子と呼ばれる。